# Маячка (Василівський район)
Мая́чка — село в Україні, у Василівському районі Запорізької області. Населення становить 228 осіб. Орган місцевого самоврядування - Дніпрорудненська міська громада.

## Географія
Село Маячка знаходиться на лівому березі Каховського водосховища, вище за течією на відстані 2,5 км розташоване село Скельки, нижче за течією на відстані 1,5 км розташоване село Златопіль. По селу протікає пересихаючий струмок з загатою. Поруч проходить автомобільна дорога Т 0817. До села примикають великі масиви садових ділянок.

## Історія
- 1784 — дата заснування.

## Населення

### Мова
Розподіл населення за рідною мовою за даними перепису 2001 року:
| Мова       | Кількість | Відсоток |
| ---------- | --------- | -------- |
| українська | 207       | 90.79%   |
| російська  | 19        | 8.33%    |
| румунська  | 2         | 0.88%    |
| Усього     | 228       | 100%     |